# Arquelau de Cesarea
Arquelau (en llatí Archelaus en grec antic Ἀρχέλαος "Arkhélaos") fou un bisbe de Cesarea de Capadòcia. Va escriure un llibre contra l'heretgia dels messalians fundada per Simeó Heresiarca, llibre mencionat per Foci (Photius). Va viure cap a l'any 440.